# Делец
«Деле́ц» — рассказ Эдгара Аллана По о предприимчивом молодом человеке по имени Питер Профит, который занимается различными экзотическими профессиями и мелким мошенничеством. Среди дел, которые он освоил — «портновская ходячая реклама, рукоприкладство, пачкотня, сапого-собако-марательство, лже-почта и т. д».
Рассказ написан с достаточной долей юмора, без считающихся характерными для Эдгара По романтизма и мистики. По своему содержанию «Делец» близок к другому произведению писателя — «Надувательство как точная наука», где также описываются необычные способы заработка денег.